# Криптанды

[2.2.2] криптанд

Криптанды — семейство макрогетероциклических соединений, состоящих из двух и более циклов и являющиеся полидентатными лигандами в комплексах с катионами металлов. Впервые криптанды были изучены французским химиком Ж. М. Леном в 1969 г.
В криптандах узловыми атомами (общими атомами для всех макроциклов) могут быть углерод или азот, атомами в составе циклов — кислород, сера или азот.
Криптанды представляют собой жидкие или кристаллические вещества, растворимые как в воде, так и в органических растворителях. С ионами металлов, главным образом, щелочных и щелочноземельных, криптанды образуют очень прочные комплексы криптаты, в которых ион металла прочно экранируется окружающими атомами от молекул растворителя и противоионов, причём эти комплексы тем устойчивее, чем ближе размеры внутренней трёхмерной полости к размерам катиона.
Криптанды, у которых узловыми атомами являются атомы азота, получают из азакраун-эфиров методом ацилирования хлорангидридов карбоновых кислот и восстановлением полученных бициклических диамидов. Криптанды, у которых узловыми являются атомы углерода, получают из гидроксиалкилкраун-эфиров.
С помощью криптандов были получены такие экзотические соединения, как алкалиды, содержащие анионы щелочных металлов: [Na(2,2,2-crypt)]+Na−.